# Renaissance (album, Vanilla Fudge)
Renaissance je třetí studiové album americké rockové skupiny Vanilla Fudge. Album vyšlo v červnu 1968 u vydavatelství Atco Records a jeho producentem byl, stejně jako u prvních dvou alb, Shadow Morton. V žebříčku Billboard 200 se album umístilo na dvacátém místě.

## Seznam skladeb
| Pořadí | Název                          | Autor                  | Délka |
| ------ | ------------------------------ | ---------------------- | ----- |
| 1.     | The Sky Cried/When I Was a Boy | Mark Stein, Tim Bogert | 7:36  |
| 2.     | Thoughts                       | Vince Martell          | 3:28  |
| 3.     | Paradise                       | Stein, Carmine Appice  | 5:59  |
| 4.     | That's What Makes a Man        | Stein                  | 4:28  |
| 5.     | The Spell That Comes After     | Essra Mohawk           | 4:29  |
| 6.     | Faceless People                | Appice                 | 5:55  |
| 7.     | Season of the Witch            | Donovan                | 8:40  |

## Obsazení
- Carmine Appice – bicí, zpěv
- Tim Bogert – baskytara, zpěv
- Vince Martell – kytara, zpěv
- Mark Stein – klávesy, zpěv